# Franco Iglesias
Francisco Javier Iglesias (14 de diciembre de 1959), más conocido en el ambiente artístico como Franco, es un cantante cubano, licenciado en arte dramático y comunicaciones  (Universidad de Miami), actor conductor, cantante y bailarín nacido en Pinar del Río Cuba, su estilo es pop aunque la mayor parte de sus canciones son rítmicas. Reside en Miami, Estados Unidos. Su carrera musical empezó a inicios  de la década de los 80, para ser exactos en 1983, se da a conocer como Franco Iglesias con los sencillos "La espera" y "Vuelve cuando quieras" y en gran parte de América Latina ya solo como Franco en 1986 con su interpretación del tema «Toda la vida», canción que duró 30 semanas en el primer lugar de popularidad en su interpretación.
Una gran voz acompañada de una sonrisa imposible de borrar, millones de ventas a nivel mundial y varios discos de oro, solo pueden corresponderle a una auténtica leyenda.
Con un estilo desenfadado y en extremo audaz, Franco supo conquistar el corazón de México y el mundo, al irrumpir en la escena musical como un gran intérprete.
Presentando memorables actuaciones, logrando encabezar las listas de popularidad, durante muchas semanas consecutivas en el "Hit Parade" de la revista Billboard en EE. UU. con canciones como "Toda la vida", "Soy", "María" , "Nena" y "Bonito y Sabroso", muchos artistas  comenzaron a imitar su forma de vestir y su distintivo sombrero, sus veloces pasos, y sus blancas vestiduras, lo cierto es que personajes de talla  internacional como Raúl Velasco (conductor del célebre programa "Siempre en domingo") no solo lo reconocieron como el primero, sino como el mejor intérprete al convertir "Toda la vida" en el tema principal, del especial anual de "Los 15 grandes de SeD" (en  el que se distinguía a los 15 mejores  talentos del año) hazaña que  repitió con "Soy" y "María"..
Tuvo un personaje dentro de la telenovela "Pobre señorita Limantour", en 1987, producción  de Carla Estrada y Televisa.
A principios del 2014, "Rey Franco", "Franco de Cuba" o simplemente "Franco de toda la vida" volvió a México, presentando nuevo material. En abril de 2014, fue galardonado con la presea "Ray Tico Internacional", distinción otorgada por la comunidad de artistas de Costa Rica en México, en mérito de su trayectoria artística. Los organizadores del evento Rony Soto y Patricia Santos, la "tumba hombres" le entregaron dicha presea.

## Discografía
- 1983: Franco Iglesias
- 1985: Yo canto (Primera versión)

| Canción                          | Compositor                |
| -------------------------------- | ------------------------- |
| Yo canto                         | Cocciante                 |
| Mañana                           | Sabu & Luis Ángel         |
| El amor es ave que puede escapar | Mariano Pérez             |
| Llévate mi pasado                | Ricardo Eddy              |
| Aquí estoy                       | Rodolfo Toral             |
| Mucha emoción y poco amor        | Antonio Guereña           |
| Como se cambia                   | Ragozzo                   |
| Que quieres que le haga          | José María Cano           |
| Jamás                            | Ragozzo                   |
| Marylin                          | Rubén Amado / Luis Ángell |

- 1986: Yo canto (Segunda Versión)

| Canción                          | Compositor               |
| -------------------------------- | ------------------------ |
| Yo canto                         | Cocciante                |
| Mañana                           | Sabu / Luis Ángel        |
| El amor es ave que puede escapar | Mariano Pérez            |
| Llévate mi pasado                | Ricardo Eddy             |
| Jamás                            | Ragozzo                  |
| Toda la vida                     | Lucio Dalla              |
| Mucha emoción y poco amor        | Antonio Guereña          |
| Qué quieres que le haga          | José María Cano          |
| Aquí estoy                       | Rodolfo Toral            |
| Marylin                          | Rubén Amado / Luis Ángel |

- 1987: Soy

| Canción                        | Compositor                   |
| ------------------------------ | ---------------------------- |
| Soy                            | Willy Chirino                |
| Arlequin                       | Carlos Lara & Jesús Monarrez |
| Pierdo la testa                | Luca Carbonni                |
| Pierdes tu tiempo              | Carlos Lara & Jesús Monarrez |
| Cosas que suceden en la ciudad | Vasco Ross                   |
| Chévere                        | Omar Alfanno                 |
| Que no, que no                 | Angelo Baiguera              |
| Muriendo aquí                  | Omar Alfanno                 |
| Rayo de luna                   | Omar Alfanno                 |
| Take it easy my brother        | Jorge Ben                    |

- 1988: Definitivo[2]

| María             |
| Qué nos importa   |
| Siento El Corazon |
| Paso El Tiempo    |
| Juntos            |
| Piel de Lobo      |
| Vamos             |
| Mirame            |
| Tonto             |
| Si Tu No Estas    |

- 1989: Mucho Más

| Canción                 | Compositor           |
| ----------------------- | -------------------- |
| Nena                    | Omar Alfanno         |
| Una historia de verdad  | Gonzalo Benavides    |
| Espadas en alto         | Gonzalo Benavides    |
| Preguntandome           | Hernaldo Zúñiga      |
| Al otro lado de la luna | Omar Alfano          |
| Bonito y sabroso        | Beny More            |
| Andrés es un verso      | Frabrizio de Andre   |
| Baila baila             | Lucio Dalla          |
| Ángeles de cartón       | Gonzalo Benavides    |
| Mucho más               | Franco/ Jesús Adrián |